# Бетон (Сарт)
Бетон (фр. Béthon) је насељено место у Француској у региону Лоара, у департману Сарт.
По подацима из 2011. године у општини је живело 352 становника, а густина насељености је износила 91,43 становника/km².

## Демографија
| 1962. | 1968. | 1975. | 1982. | 1990. | 2011. |
| ----- | ----- | ----- | ----- | ----- | ----- |
| 152   | 142   | 219   | 271   | 274   | 352   |